# 진접고등학교
진접고등학교(榛接高等學校)는 대한민국 경기도 남양주시 진접읍 금곡리에 있는 공립 고등학교이다.

## 학교 연혁
- 2010년 1월 11일 : 진접고등학교 설립인가(36학급)
- 2010년 3월 1일 : 초대 박영운 교장 취임
- 2010년 3월 3일 : 진접고등학교 개교
- 2010년 3월 3일 : 제1회 입학식 (414명), 일반 14학급, 특수 1학급
- 2013년 2월 7일 : 제1회 졸업식 13학급 (387명)
- 2022년 9월 1일 : 제5대 최은희 교장 취임
- 2024년 2월 8일 : 제12회 졸업식 12학급(335명, 누적인원 4,243명)
- 2024년 3월 4일 : 제15회 입학식(399명), 일반 36학급, 특수 3학급

## 참고 자료
- 진접고등학교 - 한국교육학술정보원 학교알리미